# سوزان فيسك
سوزان تافتس فيسك (بالإنجليزية: Susan Fiske)‏ (ولدت في 19 أغسطس 1952) هي عالمة نفس أمريكية، وأستاذة يوجين هيغينز في علم النفس والشؤون العامة في قسم علم النفس في جامعة برينستون. وهي عالمة نفس اجتماعية مشهورة بعملها في الإدراك الاجتماعي، والصورة النمطية، والتحامل. تترأس وتقود فيسك العلاقات بين المجموعات ومختبر علوم الأعصاب بجامعة برنستون. وتتضمن إسهاماتها النظرية تطوير نموذج الصورة النمطية، ونظرية التحيز الجنسي المتناقضة، والقوة كنظرية تحكم، والنموذج المستمر لتكوين الانطباع.

## حياتها الشخصية
تنتمي فيسك لعائلة من علماء النفس والناشطين المدنيين. كان والدها دونالد فيسك طبيبا نفسيًّا مؤثرًا قضى معظم حياته المهنية في جامعة شيكاغو، وكانت والدتها باربرا بيدج فيسك زعيمة مدنية في شيكاغو. وكان أخوها آلان بيج فيسك عالمًا في علم الإنسان في جامعة كاليفورنيا. وكانت جدتها ناشطة في مجال حقوق الإنسان. في عام 1973، التحقت سوزان فيسك بكلية رادكليف للحصول على شهادتها الجامعية في العلاقات الاجتماعية في جامعة هارفارد، حيث تخرجت مع مرتبة الشرف. حصلت على الدكتوراه من جامعة هارفارد عام 1978. وتقطن حاليًا في برينستون، نيوجيرسي مع زوجها دوجلاس ماسي، عالم الاجتماع في برينستون.

## مسارها المهني
في الفصل الدراسي الأخير من السنة الأولى لفيسك، عملت مع شيلي تايلور، أستاذة مساعدة في جامعة هارفارد تدرس الإدراك الاجتماعي، خاصةً التأثير الذي يخلفه الاهتمام على الأوضاع الاجتماعية. وبعد تخرجها، تابعت فيسك في مجال الإدراك الاجتماعي حيث ثمة تعارض بين مجالات علم النفس الاجتماعي وعلم النفس الإدراكي، يريد بعض الباحثين إبقاء هذين المجالين منفصلين. شعرت فيسك أن المعرفة الكبيرة يمكن أن تتحقق من خلال الجمع بين الحقلين. ولقد أسفرت تجربة فيسك واهتمامها بمجال الإدراك الاجتماعي عن كتاب فيسك وتيلور «الإدراك الاجتماعي». يقدم هذا الكتاب لمحة عامة عن تطور النظريات والمفاهيم التي ظهرت في مجال الإدراك الاجتماعي، ويشرح استخدام العمليات المعرفية لفهم الأوضاع الاجتماعية.
من خلال عملها مع بيتر جليك، حللت فيسك اعتماد التفاعلات بين الذكور والإناث، الأمر الذي أدى إلى تطور نظرية التحيز الجنسي المتناقضة. كما درست الفوارق بين الجنسين في منشورات علماء النفس الاجتماعيين والاقتباسات في مجلة علم النفس المؤثرة «مجلة الشخصية وعلم النفس الاجتماعي».
عملت فيسك مع بيتر جليك وإمي كادي لتطوير نموذج الصورة النمطية. يفسر هذا النموذج أن الشدة والكفاءة يميزان القوالب النمطية الجماعية. شاركت فيسك في مجال علم الأعصاب الإدراكي الاجتماعي. يفحص هذا المجال كيفية مشاركة الأنظمة العصبية في العمليات الاجتماعية، مثل إدراك الشخص. درس عمل فيسك الأنظمة العصبية التي تشارك في التنميط، وتكوين الانطباع.
ألفت أكثر من 300 منشور وكتبت عدة كتب، بما فيها كتاب «الكائنات الاجتماعية» لعام 2010: نهج الدوافع الأساسية لعلم النفس الاجتماعي والإدراك الاجتماعي، وحررت المراجعة السنوية لعلم النفس (مع دانييل شاكتر وشيلي تايلور) وكتيب علم النفس الاجتماعي (مع دانيال جيلبرت والمرحل غاردنر ليندزي).

## البحث
إسهاماتها الأربعة المعروفة في مجال علم النفس هي نموذج المحتوى النمطي، ونظرية التمييز الجنسي، والنموذج المستمر لتكوين الانطباع، ونظرية السيطرة.

### نموذج الصورة النمطية
يصف هذا النموذج العملية التي نترك فيها انطباعات عن الآخرين. يتم تأطير تكوين الانطباع على أنه يعتمد على عاملين: المعلومات المتاحة ودوافع المدرك.

### نظرية السلطة والقوة
تهدف نظرية السيطرة إلى شرح كيف تحفز القوة الاجتماعية الناس على الانتباه إلى الآخرين أو تجاهلهم. في هذا الإطار، تُعرّف السلطة باعتبارها سيطرة على الموارد القيمة وعلى نتائج الآخرين. فالأفراد من ذوي السلطة المتدنية يهتمون بأولئك الذين يسيطرون على الموارد، في حين لا يحتاج الأشخاص ذوو السلطة العليا إلى الانتباه إلى الأفراد من ذوي السلطة المتدنية (لأن الأفراد من ذوي السلطة العليا يستطيعون بحكم التعريف الحصول على ما يريدون).

## الجوائز والإنجازات
أصبحت فيسك عضوًا منتخبًا في الأكاديمية الوطنية للعلوم في عام 2013. وفي عام 2011، انتُخبت فيسك في زمالة الأكاديمية البريطانية.  وفي عام 2010، حصلت على جائزة الرابطة الأمريكية للمساهمة العلمية المتميزة في مجال علم النفس. وحصلت على العديد من الجوائز في عام 2009، بما في ذلك زمالة غوغنهايم، وفي عام 2008، حصلت فيسك على جائزة ستاتس لعلم النفس الموحد، من الجمعية النفسية الأمريكية. وفي عام 2003، حصلت على جائزة توماس أوستروم من شبكة المعارف الاجتماعية الدولية.
حصلت فيسك على شهادات شرفية من جامعة بازل في عام 2013، وجامعة لايدن في عام 2009، وجامعة كاثوليكي دو لوفين في عام 1995.
شغلت منصب رئيسة جمعية الشخصية وعلم النفس الاجتماعي سابقًا، والشعبة 8 من الجمعية النفسية الأمريكية، واتحاد رابطات علوم السلوك والدماغ، ومؤسسة النهوض بعلوم السلوك والدماغ، والجمعية النفسية الأمريكية (رابطة العلوم النفسية الآن). وهي زميلة في الأكاديمية الأمريكية للفنون والعلوم والأكاديمية الأمريكية للعلوم السياسية والاجتماعية.
حدد تحليل كمي نشر في عام 2014 فيسك بأنها الباحثة الثانية والعشرين الأكثر بروزًا في العصر الحديث لعلم النفس (المرتبة الثانية عشرة بين الباحثين الأحياء، والثانية بين النساء).